# Porphyrophora polonica

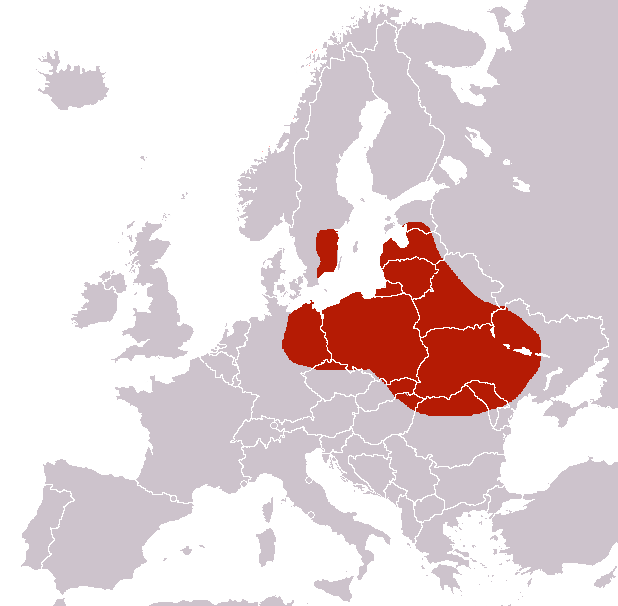
Verbreitung

Porphyrophora polonica, gelegentlich auch als Polnische Karminschildlaus oder Kermeslaus bezeichnet, ist eine Art aus der Überfamilie der Schildläuse. Die Art hatte im Mittelalter und in der frühen Neuzeit große Bedeutung, weil sie einen roten Farbstoff (Karmin) lieferte. Ihre Bedeutung in Europa ließ etwas nach, als im 16. Jahrhundert in der Neuen Welt die einfach zu haltende Cochenilleschildlaus in Europa bekannt wurde.

## Lebenszyklus
Etwa Mitte Juli legen die Weibchen dieser Schildlausart zwischen 600 und 700 Eier in die Erde. Die Larven schlüpfen im späten August oder frühen September. Sie kommen erst im nächsten Frühjahr an die Erdoberfläche, wo sie für eine kurze Zeit an den niedrigwachsenden Blättern ihrer Futterpflanzen fressen. Sie kehren dann wieder in die Erde zurück, um sich an der Pflanzenwurzel festzusaugen.
Der Befall durch diese Schildlaus ist durch kleine, dunkel- bis violettrote Erhebungen auf der Futterpflanze erkennbar. Im Juni verpuppen sich die Larven. Im späten Juni oder zu Beginn des Juli kriechen die Weibchen, die ihre Larvenform behalten, auf die Futterpflanzen und werden dort von den kleinen Männchen, die Flügel ausbilden, befruchtet. Die Männchen sterben kurz nach der Begattung ab.

## Lebensweise
Porphyrophora polonica lebt auf Pflanzen, die auf sandigen und trockenen Böden stehen. Die wichtigste Nahrungspflanze ist der Ausdauernde Knäuel, aber es sind weitere Futterpflanzen aus insgesamt zwanzig Gattungen bekannt. Zu den Futterpflanzen zählen Kleines Habichtskraut, Taubenkropf-Leimkraut, Hunds-Straußgras, Kahles Bruchkraut und Fingerkräuter. In Deutschland lebt die Art auch am Büscheligen Gipskraut.
Porphyrophora polonica war einst in der Paläarktis weit verbreitet und wurde wirtschaftlich in einem großen Teil Eurasiens genutzt. Der Nutzungsraum reichte von Frankreich und England bis nach China. Die größte wirtschaftliche Bedeutung hatte diese Schildlaus in Zentraleuropa. Eine übermäßige Nutzung sowie die Veränderung des Lebensraums hat die Schildlaus weitgehend zum Verschwinden gebracht. Seit 1994 steht sie auf der ukrainischen  Roten Liste der gefährdeten Arten. In Polen war die Schildlaus noch in den 1960er Jahren häufig. Derzeit liegen nur ungenügende Daten vor, um ihre Schutzwürdigkeit in Polen zu bestimmen.

## Wirtschaftliche Nutzung
Bereits im Altertum war man in der Lage, rote Färbemittel aus den Larven der Schildlaus zu gewinnen. Im Grab des Keltenfürsten von Hochdorf wurden Stoffe wahrscheinlich mediterraner Herstellung gefunden, die mittels Kermeslaus gefärbt waren. Analytische Belege für den frühen Einsatz dieses Färbemittels liegen außerdem aus der Altai-Region im südlichen Sibirien (Gräber der Pasyryk-Stufe, 500–400 v. Chr.) vor, später auch aus Nordeuropa (Veien/Norwegen – 4. Jahrhundert n. Chr.). Die Gewinnung war zeitintensiv und brachte nur geringe Erträge. Eine Pflanze erbrachte nur etwa 40 dieser Insekten. Deswegen mussten tausende von Pflanzen ausgegraben, gereinigt und die Insekten abgeerntet werden, bevor eine handelbare Menge gewonnen war. Da in Europa jedoch nur sehr wenig rote Färbemittel zur Verfügung standen, war die Farbe eine sehr gesuchte Handelsware. Die Schildlaus lieferte außerdem ein ausgesprochen brillantes Rot, so dass viele Färber sie besonders schätzten. An Bedeutung verlor sie erst, als aus Mittelamerika zunehmend Cochenilleschildläuse importiert wurden.
Der Farbstoff war auch bekannt als Wurzelkermes, Polnische Cochenille, Deutscher Kermes oder Johannisblut.

## Synonyme
Die Art wurde unter einer Reihe von Synonymen beschrieben. Dazu zählen:
- Coccus polonicus Linnaeus, 1758
- Coccus radicum Beckmann, 1790
- Coccionella polonica Hahnemann, 1793
- Porphyrophora frischii Brandt, 1835
- Porphyrophora fritchii Signoret, 1869
- Margarodes polonicus Cockerell, 1902

## Belege

### Einzelbelege
1. 1 2 3 4 5  Łagowska Bożena, Golan Katarzyna, Stepaniuk Krzysztof: Występowanie czerwca polskiego – Porphyrophora polonica (L.) (Hemiptera: Margarodidae) w Polsce oraz uwagi o jego cyklu życiowym. In: Wiadomości entomologiczne. 25. Jahrgang, Nr. 1. Polskie Towarzystwo Entomologiczne, 2006, ISSN 0138-0737, S. 5–14 (pte.au.poznan.pl (Memento des Originals vom 12. August 2021 im Internet Archive) [abgerufen am 27. Januar 2007]).  Info: Der Archivlink wurde automatisch eingesetzt und noch nicht geprüft. Bitte prüfe Original- und Archivlink gemäß Anleitung und entferne dann diesen Hinweis. Summary and image captions in English.
2. 1 2  Wolfe: A Farther Account of the Polish Cochineal. In: Philosophical Transactions. 56. Jahrgang. The Royal Society, 1766, S. 184–186 (jstor.org [abgerufen am 8. Februar 2007]).
3. ↑  Günter Köhler: Zur Kenntnis der Polnischen Cochenille, Porphyrophora polonica (Linnaeus, 1758) (Insecta: Coccina, Margarodidae) in Deutschland. In: Entomologische Nachrichten und Berichte, Band 52, Nummer 3–4, 2008, S. 193–202, (Digitalisat).
4. ↑  Червона книга України. 1994, abgerufen am 28. Januar 2007.
5. ↑  Amy Butler Greenfield: A Perfect Red – Empire, Espionage and the Qest for the Color of Desire. Harper-Collins, New York 2004, ISBN 0-06-052275-5, S. 30.
6. ↑  Margarete Bruns: Von rotem Ocker, Kermesläusen und Purpurschnecken. Zur Geschichte der roten Farbe. In: Emil Ernst Ploß: Ein Buch von alten Farben. Technologie der Textifarben im Mittelalter mit einem Ausblick auf die festen Farben. 6. Aufl., Moos, Gräfelfing München 1989, ISBN 978-3-891640-60-9, S. 7–13.
7. ↑  Sabine Struckmeier: Die Textilfärberei vom Spätmittelalter bis zur Frühen Neuzeit. Eine naturwissenschaftlich-technische Analyse deutschsprachiger Quellen (= Cottbuser Studien zur Geschichte von Technik, Arbeit und Umwelt. Band 35). Waxmann, Münster / New York / München / Berlin 2011, ISBN 978-3-8309-2527-9, S. 104.